# FIM Europees kampioenschap trial

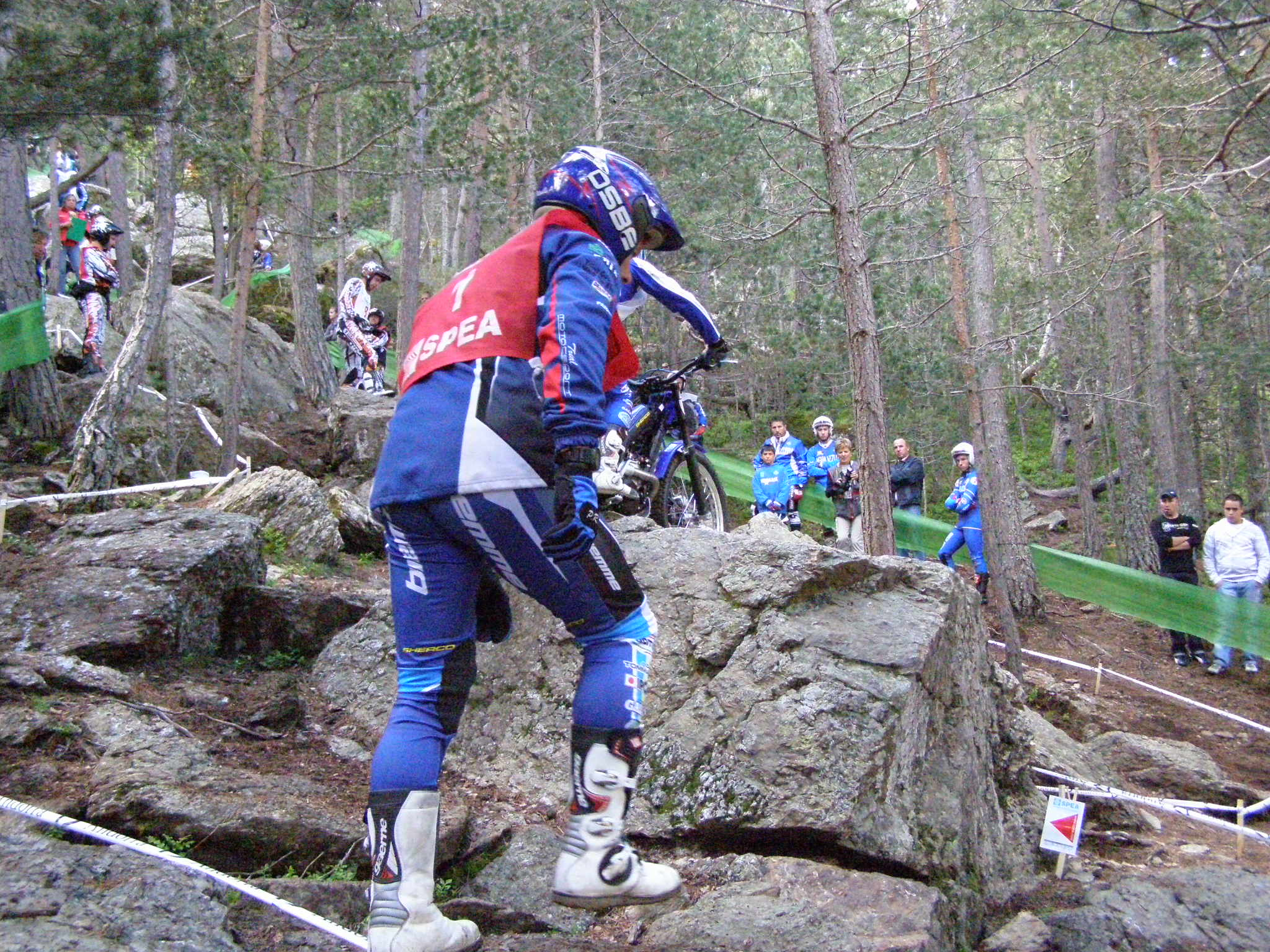
Europees kampioen 2018 Matteo Grattarola

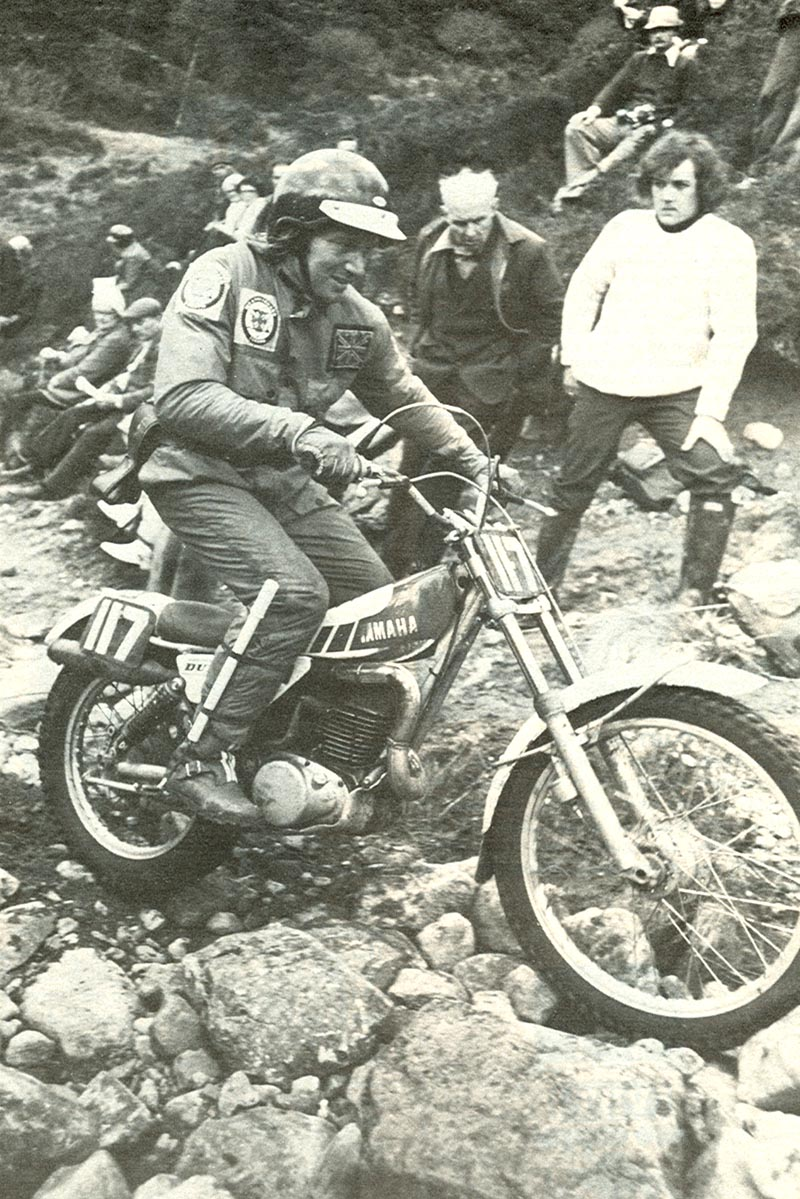
Mick Andrews, Europees kampioen van 1971

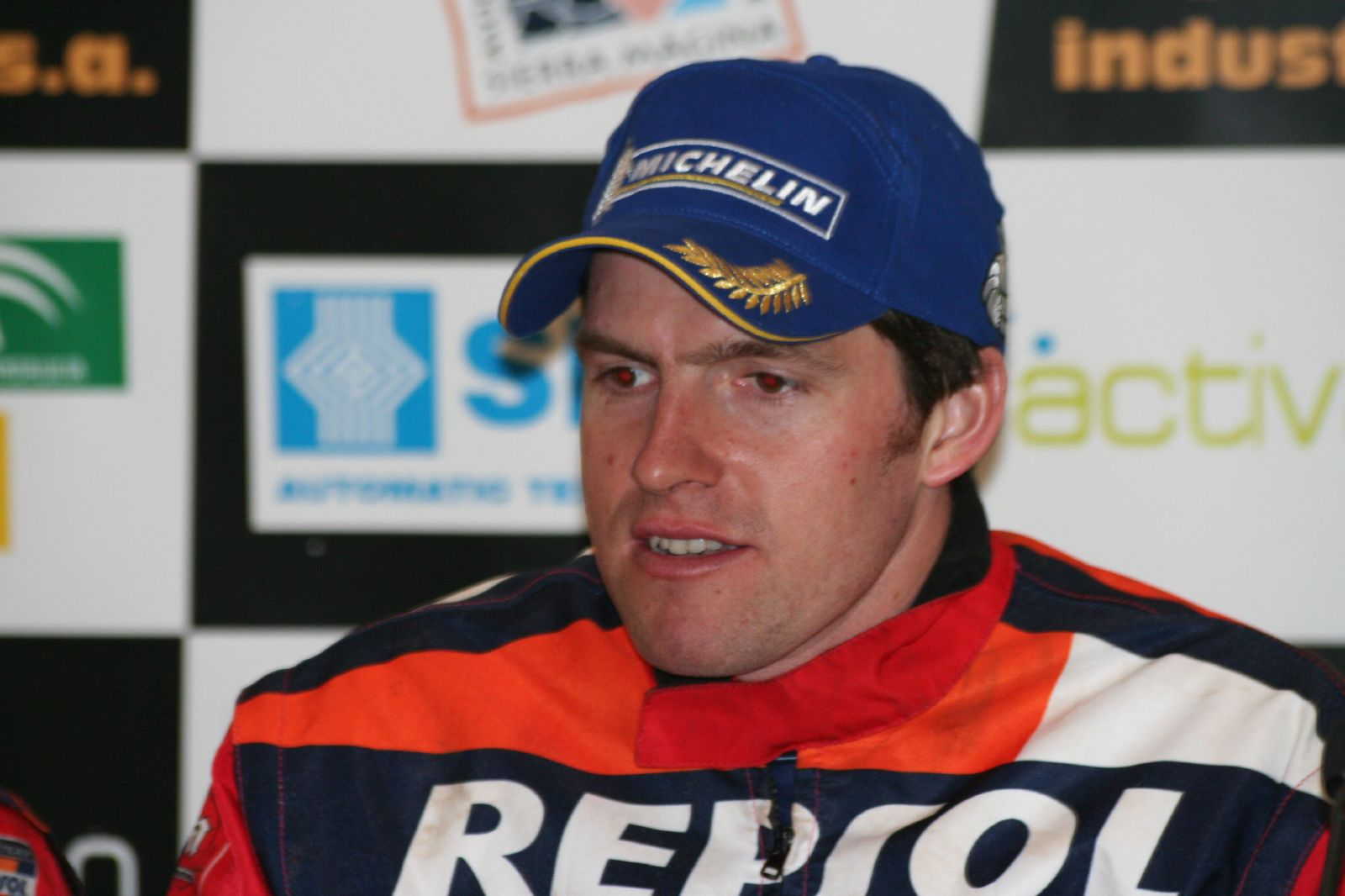
Kampioen Dougie Lampkin (1993)

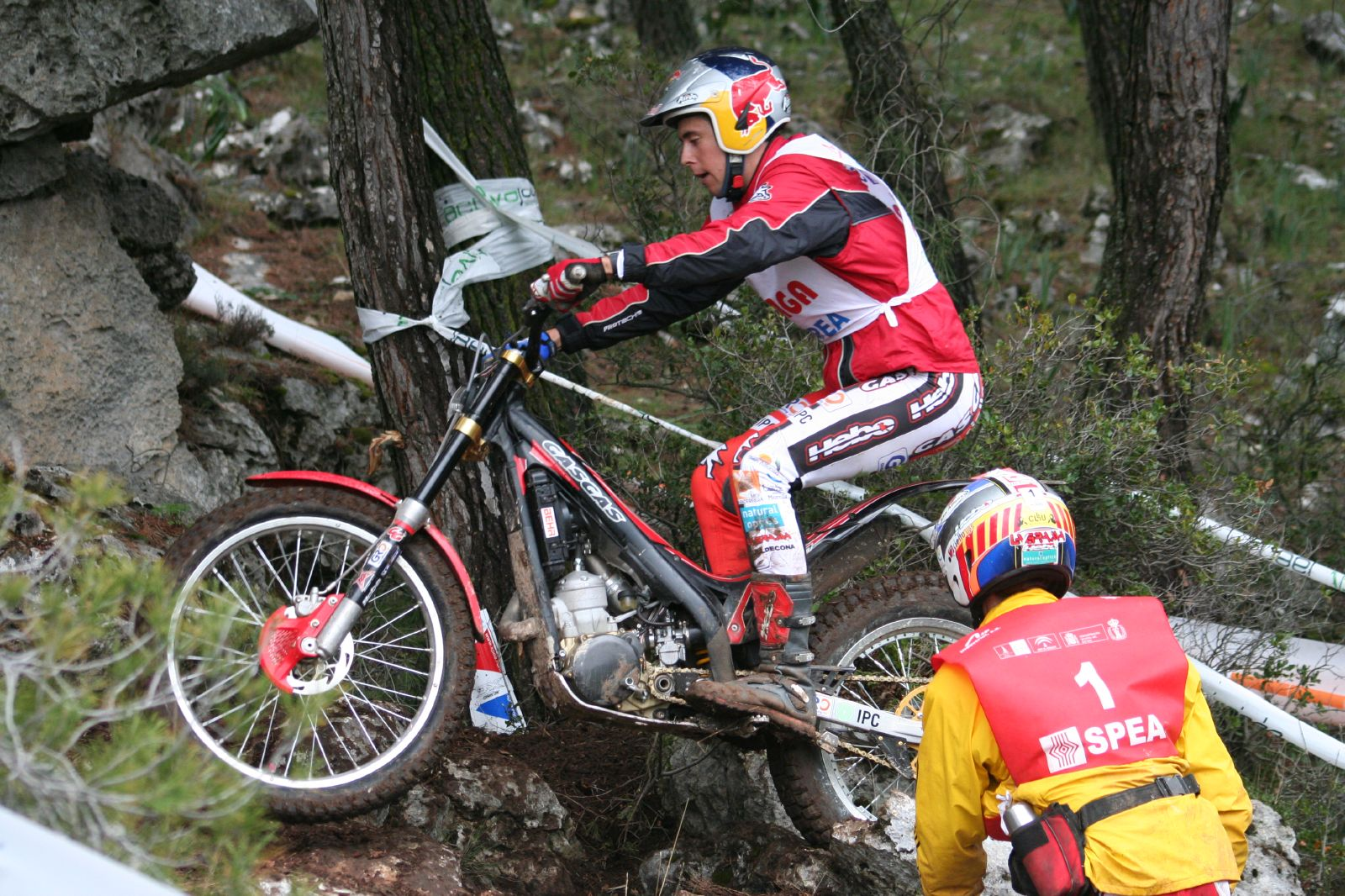
Adam Raga, kampioen in 2000

In 1968 werd de tot dan toe gehouden International Trial Master Championship (Challenge Henri Goutars) omgedoopt naar het FIM Europe Championschip, onder auspiciën van de Fédération Internationale de Motocyclisme (FIM). De trialritten werden al sinds 1964 gehouden en waren twee jaar gewonnen door de Brit Don Smith op Greeves en twee keer door de Westduitser Gustav Franke op Zündapp.
De FIM besloot er met ingang van 1968 een officiëler evenement van te maken en doopte het om tot FIM Europe Championship. Bij het ontbreken van enige competitie van buiten Europa werd de Europees kampioen de facto gezien als wereldkampioen.
In 1975 werd het toernooi opnieuw opgewaardeerd naar het FIM Wereldkampioenschap trial, maar in 1992 werd naast dit wereldkampioenschap opnieuw een Europees kampioenschap ingesteld. In 1999 werd ook voor vrouwen een competitie ingesteld en ten slotte een juniorentoernooi in 2004.

## FIM Europe Championship (Heren)
| WK   | Kampioen                   | 2e plaats                  | 3e plaats                  |
| ---- | -------------------------- | -------------------------- | -------------------------- |
| 1968 | Sammy Miller (Bultaco)     | Gustav Franke (Zündapp)    | Bill Wilkinson (Greeves)   |
| 1969 | Don Smith (Montesa)        | Denis Jones (Suzuki)       | Sammy Miller (Bultaco)     |
| 1970 | Sammy Miller (Bultaco)     | Gordon Farley (Montesa)    | Laurence Telling (Montesa) |
| 1971 | Mick Andrews (Ossa)        | Malcolm Rathmell (Bultaco) | Gordon Farley (Montesa)    |
| 1972 | Mick Andrews (Ossa)        | Malcolm Rathmell (Bultaco) | Martin Lampkin (Bultaco)   |
| 1973 | Martin Lampkin (Bultaco)   | Mick Andrews (Yamaha)      | Malcolm Rathmell (Bultaco) |
| 1974 | Malcolm Rathmell (Bultaco) | Ulf Karlsson (Montesa)     | Mick Andrews (Yamaha)      |

## FIM European Championship (Heren)
| EK   | Europees kampioen             | 2e plaats                  | 3e plaats                        |
| ---- | ----------------------------- | -------------------------- | -------------------------------- |
| 1992 | Joan Pons (Beta)              | Gilles Ciamin (Aprilia)    | Miroslav Lisy (GasGas)           |
| 1993 | Dougie Lampkin (Beta)         | Cesar Panicot (GasGas)     | Dario Re Delle Gandine (Beta)    |
| 1994 | Jose Antonio Benitez (Beta)   | Graham Jarvis (Scorpa)     | Jordi Picola (Montesa)           |
| 1995 | Marcel Justribo (Beta)        | Kenichi Kuroyama (Beta)    | Gabriel Reyes (Beta)             |
| 1996 | Gabriel Reyes (Beta)          | David Cobos (GasGas)       | Christophe Camozzi (GasGas)      |
| 1997 | Marc Catlla (GasGas)          | Marc Freixa (GasGas)       | Christophe Camozzi (GasGas)      |
| 1998 | Jordi Pascuet (Montesa)       | Albert Cabestany (Beta)    | Marc Freixa (GasGas)             |
| 1999 | Jose Manuel Alcaraz (Montesa) | Adam Raga (GasGas)         | Fred Crosset (GasGas)            |
| 2000 | Adam Raga (GasGas)            | Josep Manzano (Sherco)     | Dario Re Delle Gandine (Montesa) |
| 2001 | Josep Manzano (Sherco)        | Sam Connor (GasGas)        | Jose Maria Saez (Montesa)        |
| 2002 | Jeroni Fajardo (GasGas)       | Sergio Leon (Montesa)      | Sam Connor (GasGas)              |
| 2003 | Toni Bou (Beta)               | Tadeusz Blazusiak (GasGas) | Fabio Lenzi (GasGas)             |
| 2004 | Tadeusz Blazusiak (GasGas)    | Michele Orizio (Beta)      | Fabio Lenzi (GasGas)             |
| 2005 | Shaun Morris (GasGas)         | Jérôme Bethune (GasGas)    | Fabio Lenzi (GasGas)             |
| 2006 | James Dabill (Beta)           | Jérôme Bethune (GasGas)    | Daniel Oliveras (GasGas)         |
| 2007 | Daniel Gibert (Beta)          | Fabio Lenzi (Montesa)      | Jérôme Bethune (Beta)            |
| 2008 | Michael Brown (Beta)          | Alexz Wigg (Montesa)       | Alfredo Gomez (Montesa)          |
| 2009 | Loris Gubian (GasGas)         | Alfredo Gomez (Montesa)    | Alexz Wigg (Beta)                |
| 2010 | Alexz Wigg (Beta)             | Matteo Grattarola (Sherco) | Jack Challoner (Beta)            |
| 2011 | Jack Challoner (Beta)         | Alfredo Gomez (Montesa)    | Matteo Grattarola (GasGas)       |
| 2012 | Matteo Grattarola (GasGas)    | Daniele Maurino (Ossa)     | Matteo Poli (Ossa)               |
| 2013 | Eddie Karlsson (Montesa)      | Luca Cotone (Sherco)       | Pere Borrellas (GasGas)          |
| 2014 | Franz Kadlec (Beta)           | Maxime Warenghien (Sherco) | Luca Cotone (Sherco)             |
| 2015 | Gianluca Tournour (GasGas)    | Francesc Moret (Vertigo)   | Steven Coquelin (GasGas)         |
| 2016 | Miquel Gelabert (Sherco)      | Dan Peace (GasGas)         | Iwan Roberts (GasGas)            |
| 2017 | Arnau Farré (GasGas)          | Iwan Roberts (GasGas)      | Toby Martyn (Vertigo)            |
| 2018 | Matteo Grattarola (Montesa)   | Francesc Moret (Montesa)   | Dan Peace (GasGas)               |

## FIM European Championship (Dames)
| EK   | Europees kampioen       | 2e plaats                | 3e plaats                 |
| ---- | ----------------------- | ------------------------ | ------------------------- |
| 1999 | Iris Kramer (GasGas)    | Linda Meyer (GasGas)     | Simona Chauvie (Beta)     |
| 2000 | Iris Kramer (GasGas)    | Laia Sanz (GasGas)       | Claire Bertrand (Montesa) |
| 2001 | Iris Kramer (GasGas)    | Laia Sanz (Beta)         | Claire Bertrand (Montesa) |
| 2002 | Laia Sanz (Beta)        | Iris Kramer (GasGas)     | Linda Meyer (GasGas)      |
| 2003 | Laia Sanz (Beta)        | Iris Kramer (GasGas)     | Maria Conway (Beta)       |
| 2004 | Laia Sanz (Montesa)     | Claire Bertrand (GasGas) | Iris Kramer (GasGas)      |
| 2005 | Laia Sanz (Montesa)     | Iris Kramer (GasGas)     | Rebekah Cook (GasGas)     |
| 2006 | Laia Sanz (Montesa)     | Iris Kramer (GasGas)     | Claire Bertrand (GasGas)  |
| 2007 | Laia Sanz (Montesa)     | Iris Kramer (Scorpa)     | Rebekah Cook (GasGas)     |
| 2008 | Laia Sanz (Montesa)     | Iris Kramer (Scorpa)     | Rebekah Cook (GasGas)     |
| 2009 | Laia Sanz (Montesa)     | Rebekah Cook (Sherco)    | Iris Kramer (Scorpa)      |
| 2010 | Laia Sanz (Montesa)     | Joanne Coles (GasGas)    | Rebekah Cook (Sherco)     |
| 2011 | Laia Sanz (Montesa)     | Emma Bristow (Ossa)      | Rebekah Cook (Sherco)     |
| 2012 | Rebekah Cook (Beta)     | Emma Bristow (Ossa)      | Sandrine Juffet (JTG)     |
| 2013 | Emma Bristow (Sherco)   | Theresa Bauml (Ossa)     | Sara Trentini (Beta)      |
| 2014 | Ina Wilde (Sherco)      | Theresa Bauml (Ossa)     | Sarah Bauer (Sherco)      |
| 2015 | Theresa Bauml (Ossa)    | Sara Trentini (Sherco)   | Bianca Huber (GasGas)     |
| 2016 | Theresa Bauml (Beta)    | Ingveig Håkonsen (Beta)  | Sara Trentini (Beta)      |
| 2017 | Emma Bristow (Beta)     | Theresa Bauml (Beta)     | Ingveig Håkonsen (Beta)   |
| 2018 | Berta Abellan (Vertigo) | Theresa Bauml (Montesa)  | Ingveig Håkonsen (TRRS)   |

## FIM European Championship (Junioren)
| EK   | Europees kampioen            | 2e plaats                  | 3e plaats                    |
| ---- | ---------------------------- | -------------------------- | ---------------------------- |
| 2004 | Matteo Grattarola (Sherco)   | Simone Comi (GasGas)       | Bertrand Dagnicourt (GasGas) |
| 2005 | Daniel Oliveras (GasGas)     | Matteo Grattarola (Sherco) | Alessandro Mondo (GasGas)    |
| 2006 | Alexz Wigg (GasGas)          | Loris Gubian (Sherco)      | Matteo Grattarola (Sherco)   |
| 2007 | Alfredo Gomez (GasGas)       | Ross Danby (GasGas)        | David Millan (Sherco)        |
| 2008 | Alexandre Ferrer (Sherco)    | Jack Challoner (Beta)      | Francesc Moret (GasGas)      |
| 2009 | Jonathan Richardson (Sherco) | Luca Cotone (Beta)         | Pere Borrellas (GasGas)      |
| 2010 | Pol Tarres (GasGas)          | Jack Sheppard (Beta)       | Giacomo Saleri (Beta)        |
| 2011 | Jack Sheppard (Beta)         | Giacomo Saleri (Beta)      | Steven Coquelin (GasGas)     |
| 2012 | Francesco Cabrini (Beta)     | Sverre Lundevold (Beta)    | Pietro Petrangeli (Beta)     |
| 2013 | Iwan Roberts (Beta)          | Timo Myohanen (Beta)       | Gabriele Giarba (Beta)       |
| 2014 | Sascha Neumann (GasGas)      | Marco Fioletti (Beta)      | Marcus Eliasson (Beta)       |
| 2015 | Pierre Sauvage (Sherco)      | Luca Corvi (Scorpa)        | Max Faude (Beta)             |
| 2016 | Jack Peace (GasGas)          | Luca Corvi (Scorpa)        | Sergio Piardi (Beta)         |
| 2017 | Manuel Copetti (Vertigo)     | Sergio Piardi (Beta)       | Kieran Touly (Sherco)        |
| 2018 | Sergio Piardi (Beta)         | Kieran Touly (Sherco)      | Hugo Dufrese (GasGas)        |